# Esteban Kuko
Esteban Kuko 4 de noviembre de 1907-1 de noviembre de 1966 fue un futbolista argentino. Jugaba de delantero. Su último club fue el Vasco Da Gama.

## Biografía
Fue un entreala izquierdo. Ganó cuatro títulos (Campeonatos 1926, 1930 y 1931; y Copa Estímulo 1926). Surgió de las divisiones inferiores de Boca Juniors. Fue internacional con la selección Argentina donde disputó un partido contra Uruguay el 16 de junio de 1929 (1-1). Fue un jugador Amateur que también jugó en el profesionalismo. Fue futbolista de Boca durante siete temporadas. Cabe mencionar que en el increíble 6-0 de Boca Juniors a River Plate del 1928, Kuko anotó dos tantos, mientras que los restantes los anotaron Roberto Cherro y Domingo Tarasconi; anotaron dos goles cada uno.

## Palmarés

### Campeonatos nacionales
| Título                        | Club         | País      | Año  |
| ----------------------------- | ------------ | --------- | ---- |
| Primera División de Argentina | Boca Juniors | Argentina | 1926 |
| Copa Estímulo                 | Boca Juniors | Argentina | 1926 |
| Primera División de Argentina | Boca Juniors | Argentina | 1930 |
| Primera División de Argentina | Boca Juniors | Argentina | 1931 |

- Datos: Q642744